# Escalofrío (película de 1978)
Escalofrío es un largometraje y coproducción hispano-mexicana del género terrorífico, estrenado el 14 de agosto de 1978; se sitúa en la línea de las películas de la década de 1970 relacionadas con la figura del diablo, posesiones diabólicas y sectas satánicas: El exorcista (1973), El anticristo (1974), El espiritista (1975), Exorcismo (1975), Más allá del exorcismo (1975), La profecía (1976) o Damien: Omen II (1978).
Con el también realizador Juan Piquer Simón como productor y Carlos Puerto a cargo de la dirección, el argumento mezcla  satanismo, parapsicología y considerables dosis de sexo.
Contó con un cameo del productor Juan Piquer Simón y un prólogo a cargo del Dr. Fernando Jiménez del Oso.

## Argumento
Andrés y Ana, una pareja urbanita que vive en Madrid, deja su apartamento para pasar un día de placer en la ciudad junto a su perro. Acaban aceptando la invitación de dos desconocidos, Bruno y Berta, para ir a comer a su casa de campo. Una tormenta les sorprende y tienen que quedarse a pasar la noche juntos. Las dos parejas inician una sesión con una tabla de ouija. Surgen situaciones pasadas conflictivas, como el affair que Ana mantuvo con el hermano de Andrés o un intento de suicidio de Bruno, que recibe las críticas de Berta. Este será el comienzo de los horrores que se sucederán en la casa encantada.

## Director
Escalofrío supuso el debut en la realización de Carlos Puerto; este contó con la asistencia (sin acreditar) de un experto en el cine fantástico como Juan Piquer Simón, responsable también de la producción ejecutiva y de la dirección artística de la película. Puerto fue colaborador así mismo de otro asiduo del fantástico como Paul Naschy, protagonista de otra de sus películas: El francotirador. Puerto realizó un total de cinco películas y escribió los guiones de algunas otras. El 23 de enero de 2010, Puerto acudiría a una proyección especial de la película, realizada en el Centro Garcilaso de Barcelona.

## Reparto
- Ángel Aranda ... Bruno
- Sandra Alberti ... Berta
- Mariana Karr	... Ana
- José María Guillén ... Andrés
- Manuel Pereiro
- Luis Barboo ... Guardián de la puerta
- José Pagán
- Isidro Luengo
- Ascensión Moreno
- Carlos Castellano
- Fernando Jiménez del Oso ... Él mismo (en el prólogo, no acreditado)[1]

- En la versión internacional, los cuatro personajes principales tuvieron los nombres de Andy, Thelma, Bruno y Anne.[5]

## Titulaciones
El título internacional en inglés fue Satan's Blood; en Estados Unidos y el Reino Unido ha sido distribuida en vídeo como Don't Panic.

## Clasificación
En España recibió una clasificación "S" en el momento de su estreno.

## Valoraciones
A fecha de marzo de 2012, los usuarios de IMDb le otorgaban una valoración de 6.0 sobre 10.